# Umberto Brunelleschi
Umberto Brunelleschi (* 21. Juni 1879 in Montemurlo; † 16. Februar 1949 in Paris) war ein italienischer Künstler, Grafiker, Kostümbildner und Illustrator.

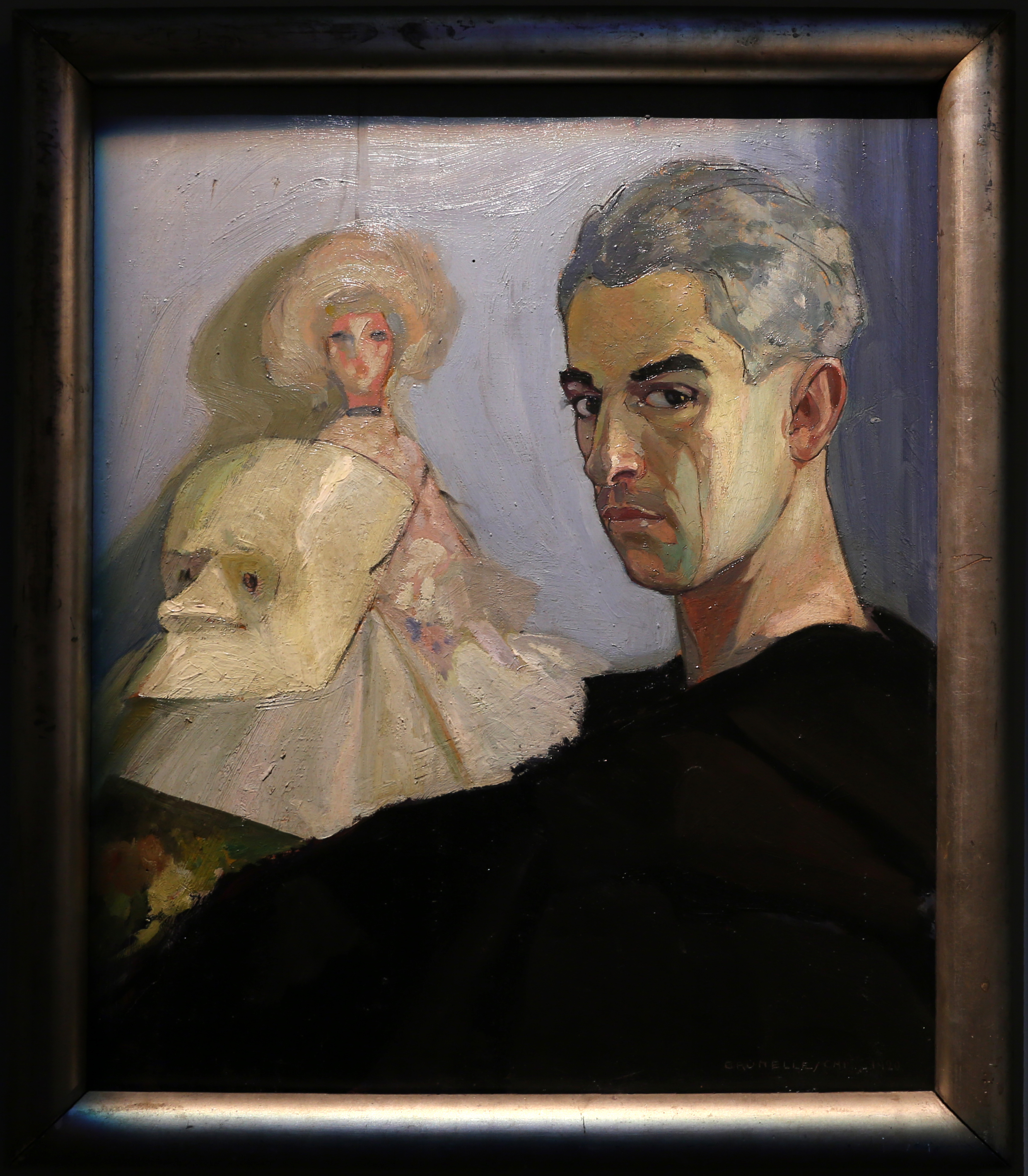
Self-portet

## Leben

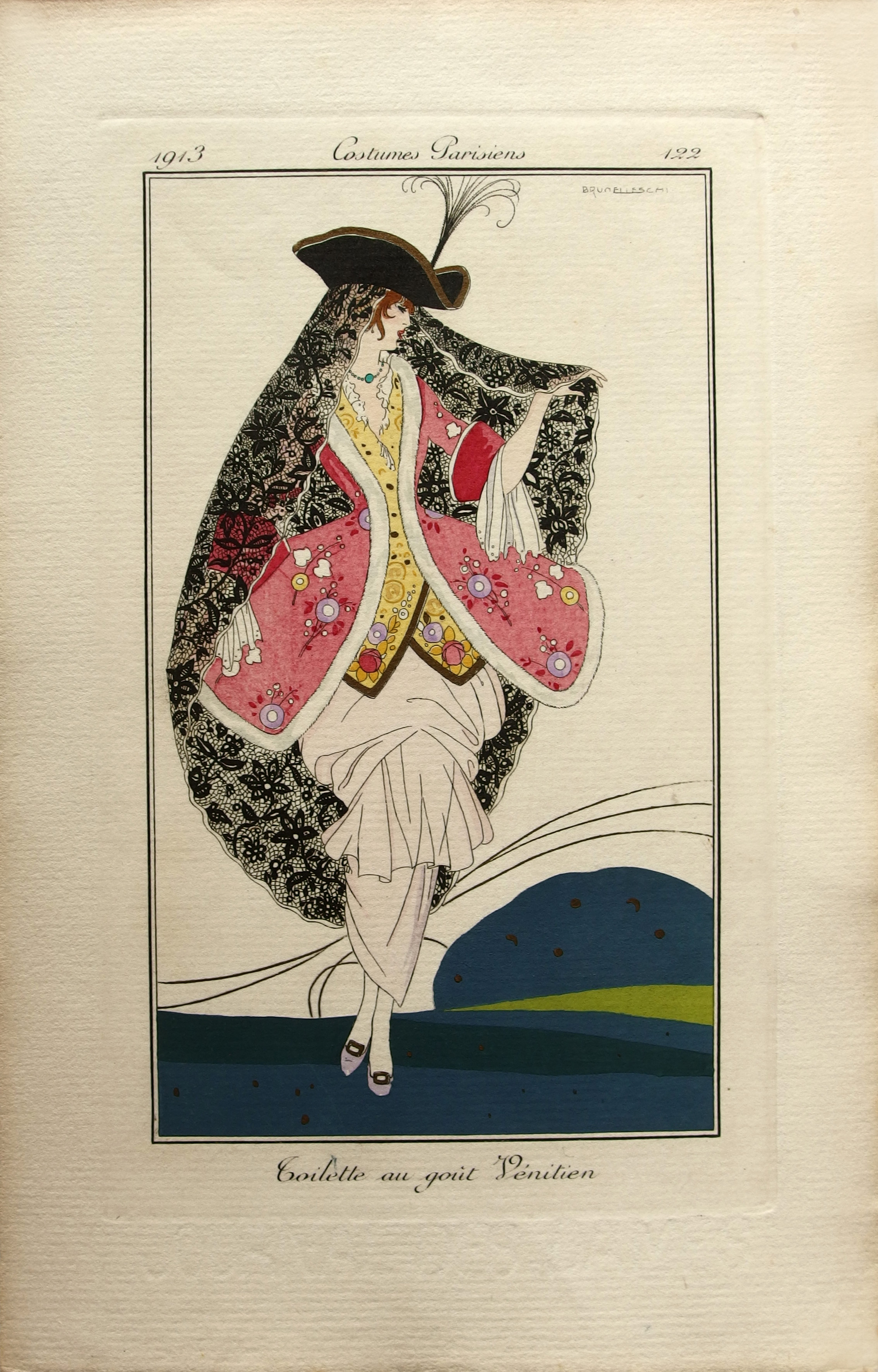
„Toilette au goût Vénetien“. In: Journal des dames et des modes, Nr. 122, Paris, 1913.

Umberto Brunelleschi studierte an der Accademia delle Arti del Disegno in Florenz und zog um 1900 nach Paris, wo er zunächst als Karikaturist und Illustrator arbeitete. Er verwendete dort auch das Pseudonym Harun-al-Rashid um seinen orientalischen Stil zu unterstreichen. Ab 1912 arbeitete er als Kostümbildner und Illustrator für Modemagazine, Bücher und Plakate. Im Ersten Weltkrieg kämpfte er auf der Seite Italiens als Soldat und kehrte anschließend nach Paris zurück. Ab 1920 entwarf er in Deutschland und den U.S.A. Bühnenkostüme unter anderem für die Mailänder Scala, das Folies Bergère sowie für Josephine Baker.